# The Out-Laws
The Out-Laws (bra: Meus Sogros Tão pro Crime; prt: Uns Sogros Muito Fora... da Lei) é um filme de comédia de ação americano de 2023 dirigido por Tyler Spindel, escrito por Evan Turner e Ben Zazove, produzido por Adam Sandler, Adam DeVine e Allen Covert. É estrelado por DeVine, Nina Dobrev, Ellen Barkin e Pierce Brosnan. A trama segue um gerente de banco que em sua semana de seu casamento, o banco em que trabalha é roubado por criminosos que ele suspeita fortemente que possam ser seus futuros sogros.
The Out-Laws foi lançado pela Netflix em 7 de julho de 2023. O filme foi recebido com críticas mistas.

## Elenco
- Adam DeVine como Owen Browning
- Pierce Brosnan como Billy McDermott
- Ellen Barkin como Lilly McDermott
- Nina Dobrev como Parker McDermott
- Michael Rooker como Roger Oldham
- Poorna Jagannathan como Rehan Zakaryan
- Richard Kind como Neil Browning
- Julie Hagerty como Margie Browning
- Blake Anderson como Primo RJ
- Lauren Lapkus como Phoebe King
- Lil Rel Howery como Tyree
- Dean Winters como Vince Millen
- Laci Mosley como Marisol
- Daniel Andrew Jablons como Gary
- Sunny Sandler como Gracie
- Peggy Walton-Walker como Vó Ruth
- Mo Gallini como Boris
- Jackie Sandler como Kay
- Betsy Sodaro como chef Ida

## Produção
Em julho de 2021, Pierce Brosnan foi escalado para o filme, ao lado de Adam DeVine, do diretor Tyler Spindel. Em outubro de 2021, Ellen Barkin, Nina Dobrev, Michael Rooker, Poorna Jagannathan, Julie Hagerty, Richard Kind, Lil Rel Howery e Blake Anderson completaram o restante do elenco. A fotografia principal ocorreu em Atlanta, Geórgia, de outubro a dezembro de 2021.

## Lançamento
The Out-Laws foi lançado pela Netflix em 7 de julho de 2023.

## Recepção
Em notas dadas pelo público do site Rotten tomatoes, 21% de 62 notas são positivas, com uma nota em média de 3.9/10. O veredito do site: "com uma produção talentosa, Os foras da lei nos tirou algumas risadas, mas eles são muito poucas para compensar a configuração digna de comédia derivada do filme. Metacritic, que usa uma média ponderada, atribuiu ao filme uma pontuação de 36 em 100, com base em 17 críticos, indicando "críticas geralmente desfavoráveis".